# Canal de l'Amirauté
Le Canal de l'Amirauté (1710-1738 Filage, 1922-1991 Krouchteïn) est un canal de Saint-Pétersbourg allant du canal Krioukov à la rivière Moïka. Il coule entre les îles de la 1ère Amirauté et celles de la Nouvelle-Hollande. 

## Histoire
Le fossé de l'Amirauté a été creusé au XVIIIe siècle dans le cadre des fortifications de la forteresse de l'Amirauté.
Le canal de l'Amirauté a été construit en 1717 ; il reliait le fossé de l'Amirauté au système d'adduction d'eau de la Nouvelle-Hollande. 
Il remplissait une fonction de transport - le bois en était transporté des entrepôts de la Nouvelle-Hollande jusqu'au chantier naval de l'Amirauté. 
Au XIXe siècle, le canal est devenu peu profond. 
Le long de celle-ci se trouvaient les entrepôts de la cathédrale Saint-Isaac.

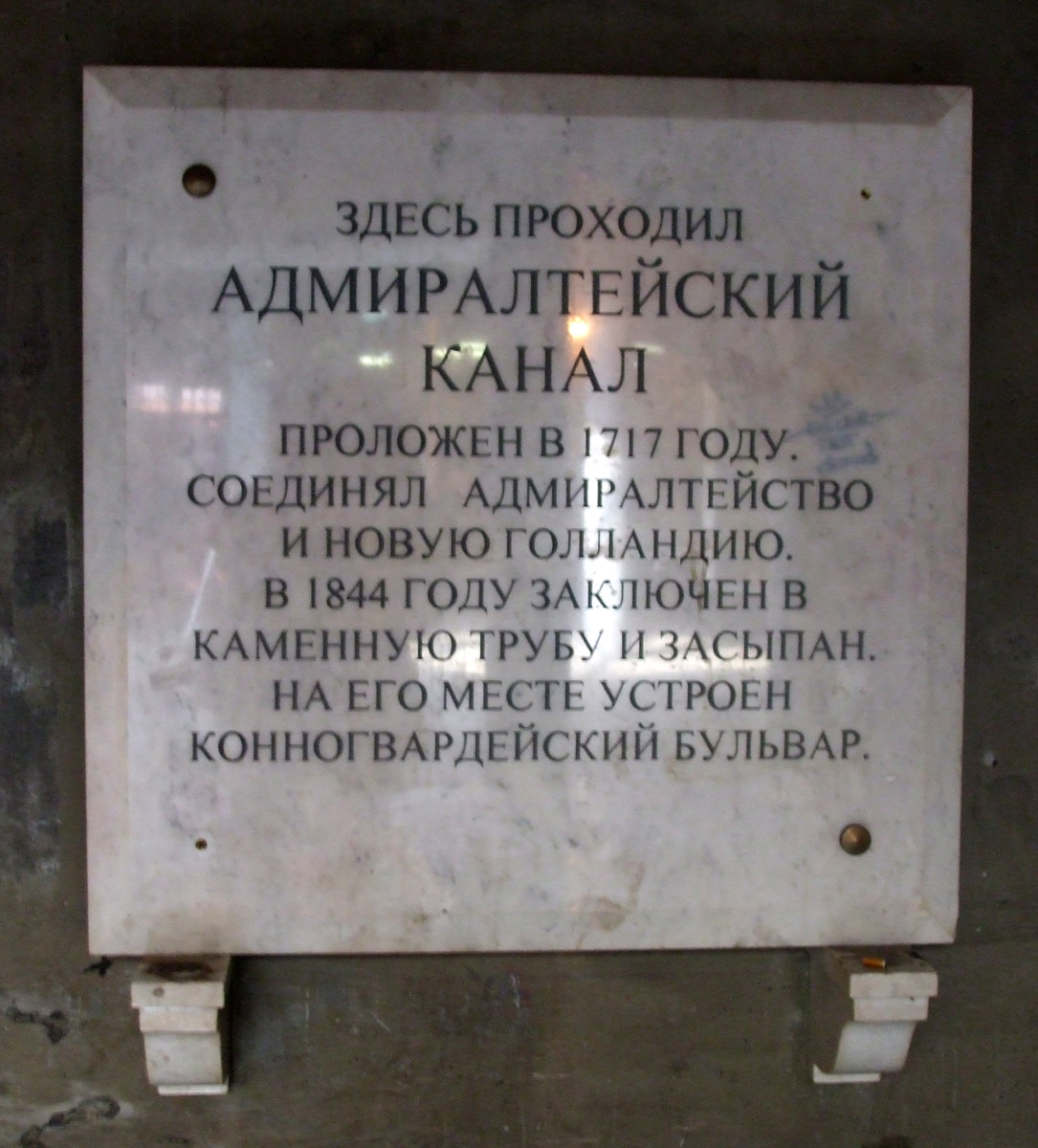
Plaque commémorative dans le passage souterrain sous la Place du Travail.

En 1844 sur décision de l'empereur Nicolas Ier, le canal entre l'Amirauté et l'actuelle Place du Travail a été encastré dans une canalisation et le boulevard des Gardes à Cheval a été créé au-dessus.
Après la liquidation de la partie orientale du canal en 1842, il n'en est resté que section moderne allant du canal Krioukov à la rivière Moïka. 
De 1922 à 1991, le canal s'est appelé canal Krouchteïn.

## Informations géographiques
Le chenal mesure environ 0,44 km de long, 9-14 m de large et 1,5-2,7 m de profondeur, et le débit d'eau moyen est d'environ 0,05 m³ / s. 

## Curiosités
- Deux ponts sont jetés sur le canal : 
  - En amont - 1er pont de Krouchteïn,
  - En aval - 2ème pont de Krouchteïn,
- Sur la rive gauche du canal se trouve le complexe de bâtiments de la Nouvelle-Hollande,
- Au confluent du canal et de la rivière Moïka - l'ancien palais Bobrinsky.

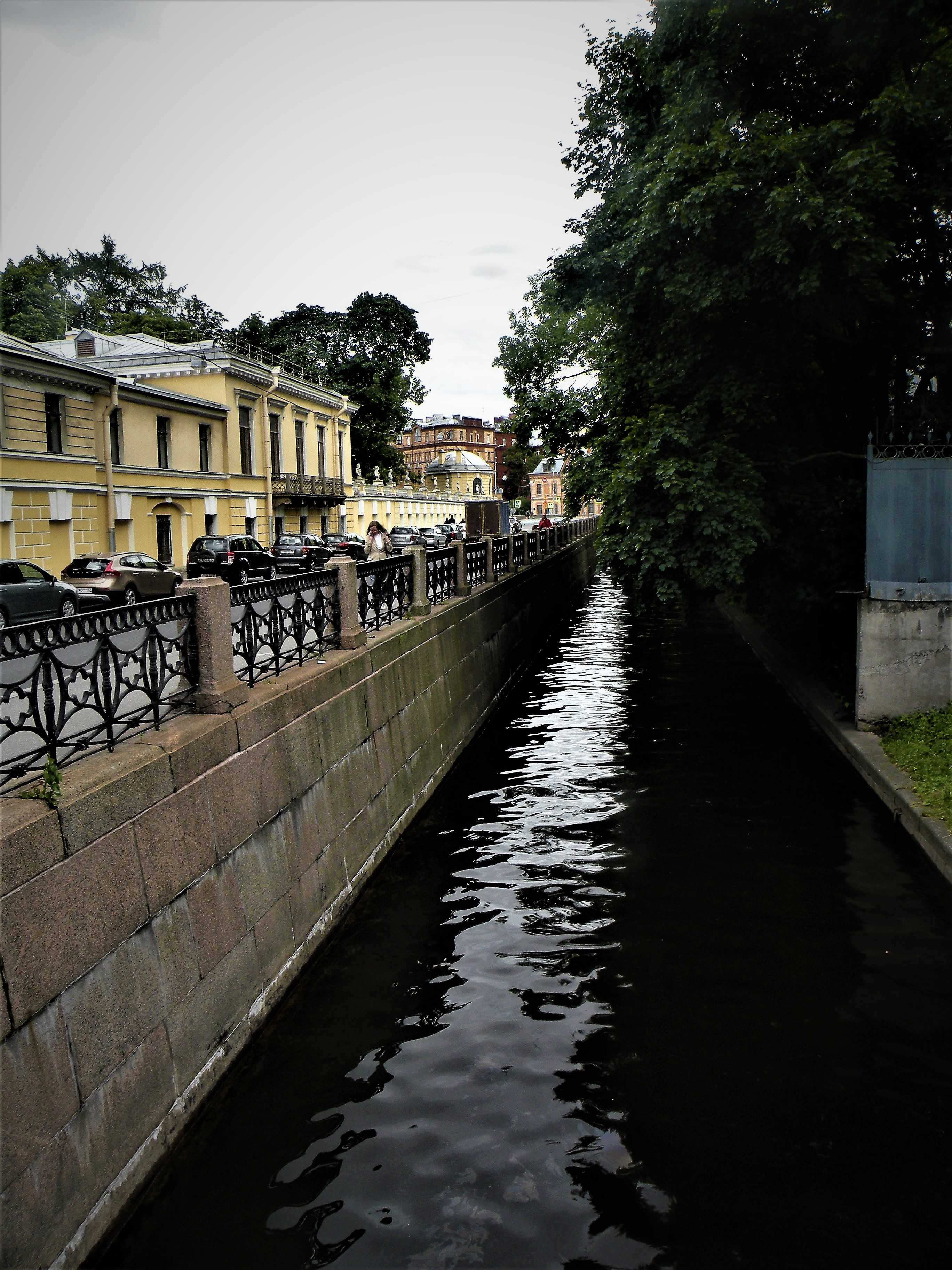
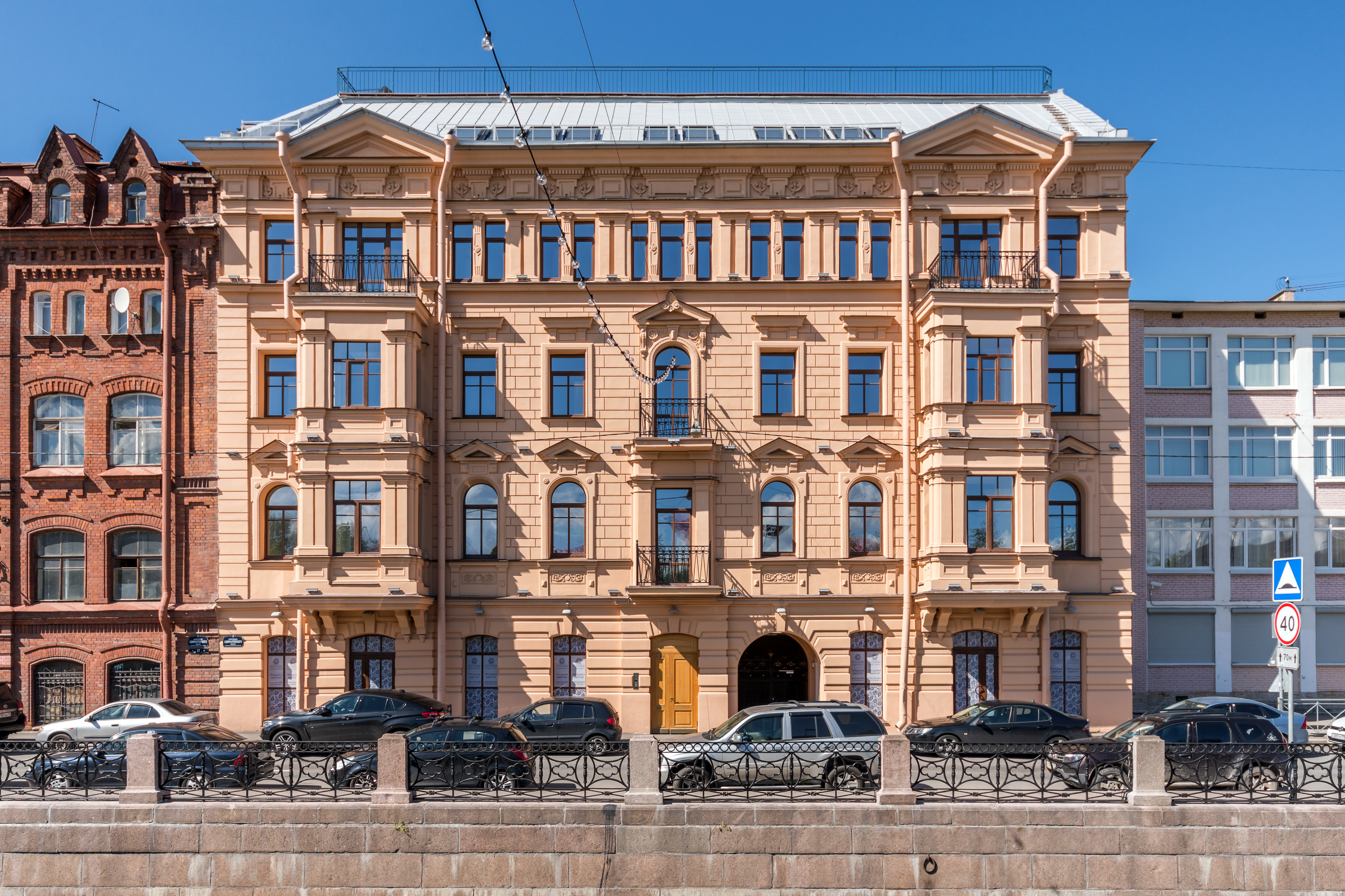
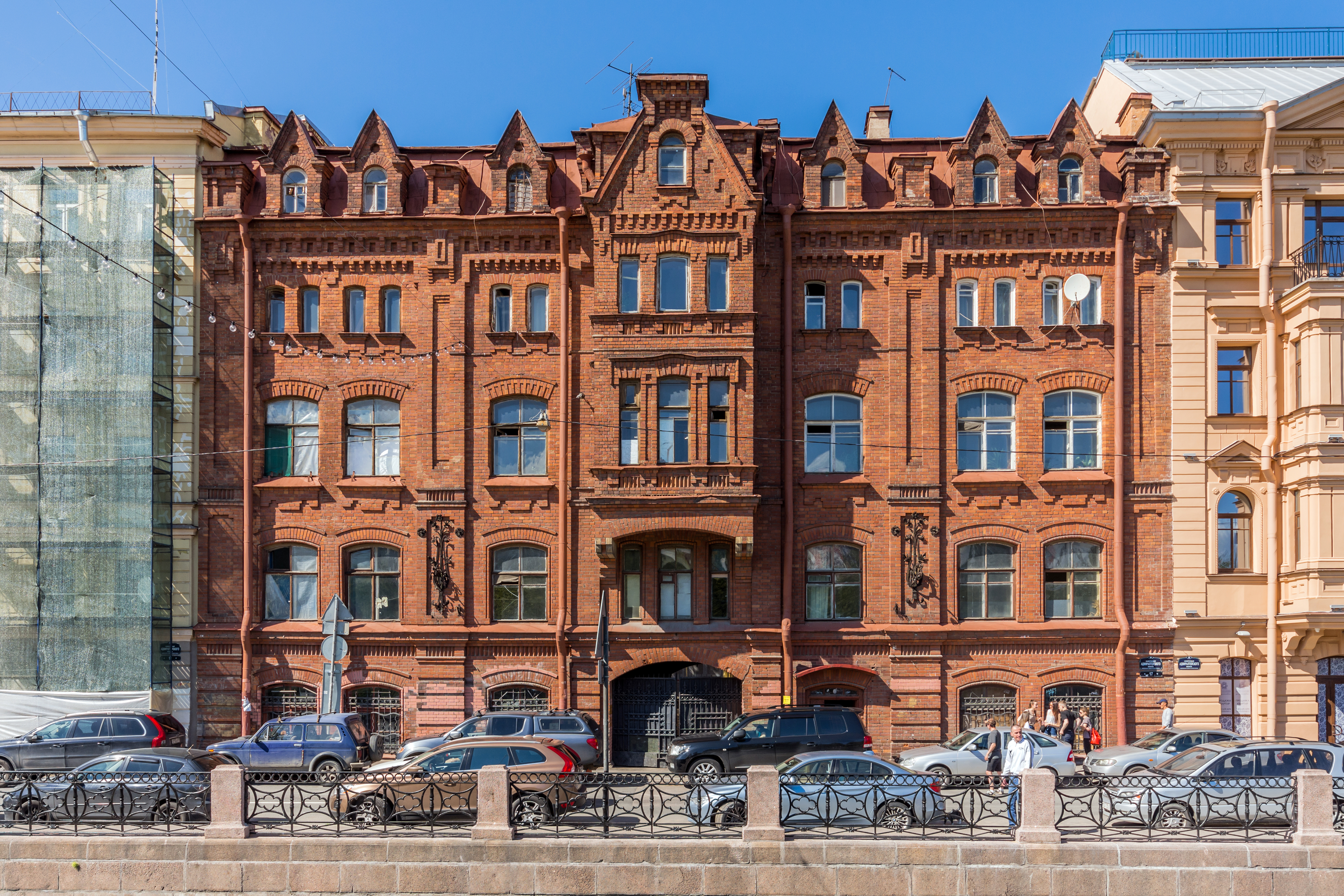
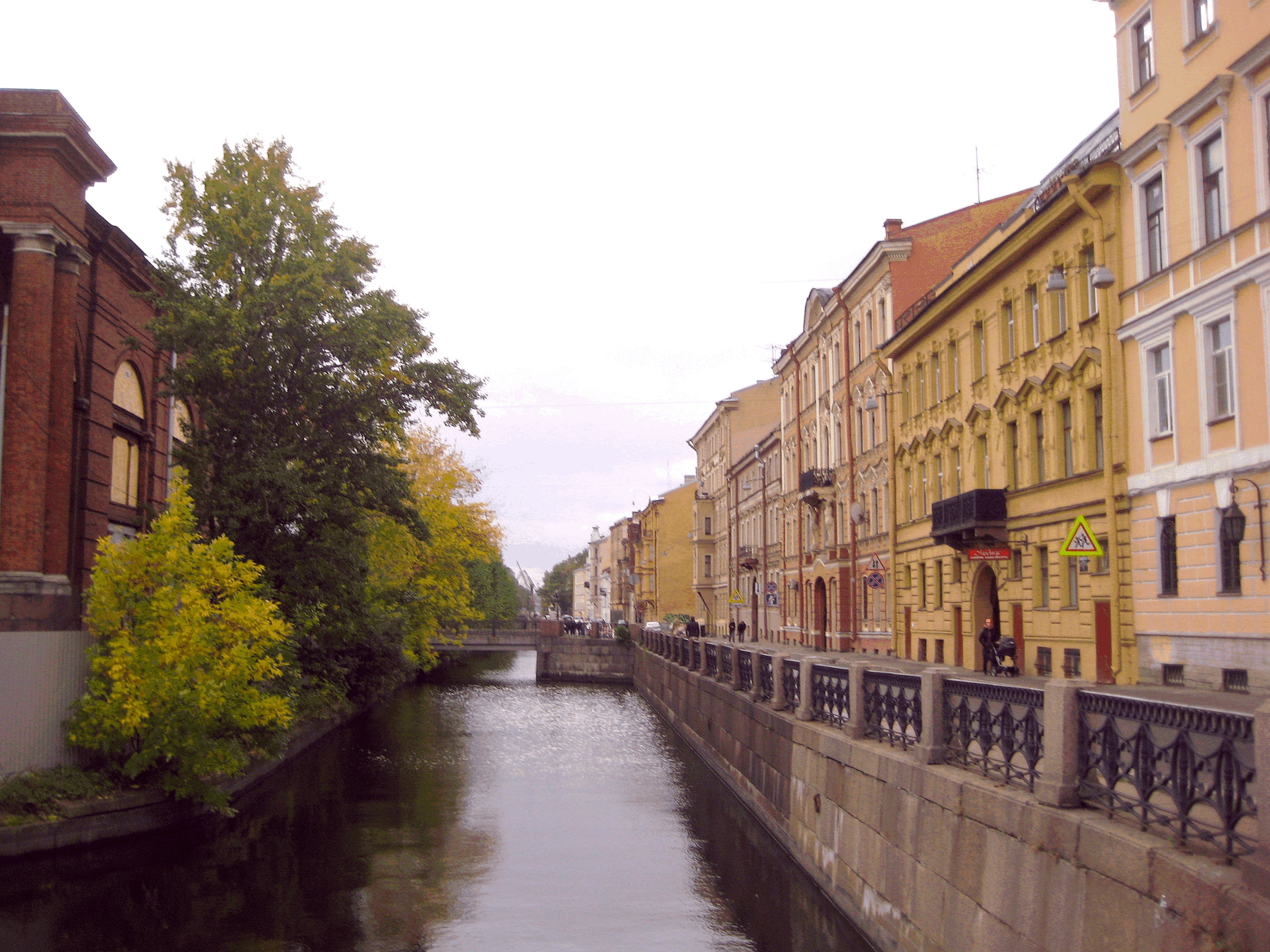